# Ghetto Mindstate
Ghetto Mindstate è il primo singolo del rapper statunitense Lil' Flip estratto dall'album I Need Mine $$. È stato prodotto dal tem The Synphony e vi ha partecipato il cantante R&B Lyfe Jennings.

## Informazioni
La canzone non ha debuttato nella chart Billboard Hot 100, ma ha solo raggiunto la posizione n.77 nella Hot R&B/Hip-Hop Songs.
Il testo è stato scritto dagli stessi Lil' Flip e Lyfe Jennings, più da C. Hassan e S. Lal. Nell'album, il brano reca il titolo Ghetto Mindstate (Can't Get Away).
Il videoclip ha come protagonista l'attore Tristan Wilds e in esso appare anche il deceduto rapper Young Argo.

## Tracce
L'edizione in EP del singolo contiene sia la versione originale della canzone, sia  le due versioni: 
- "Ghetto Mindstate (Radio Version)"
- "Ghetto Mindstate (Instrumental)"

## Classifica
| Chart (2007)                                          | Posizione massima |
| ----------------------------------------------------- | ----------------- |
| Stati Uniti d'America Billboard Hot R&B/Hip-Hop Songs | 77                |